# Querfurter Platte und Untere Unstrutplatten

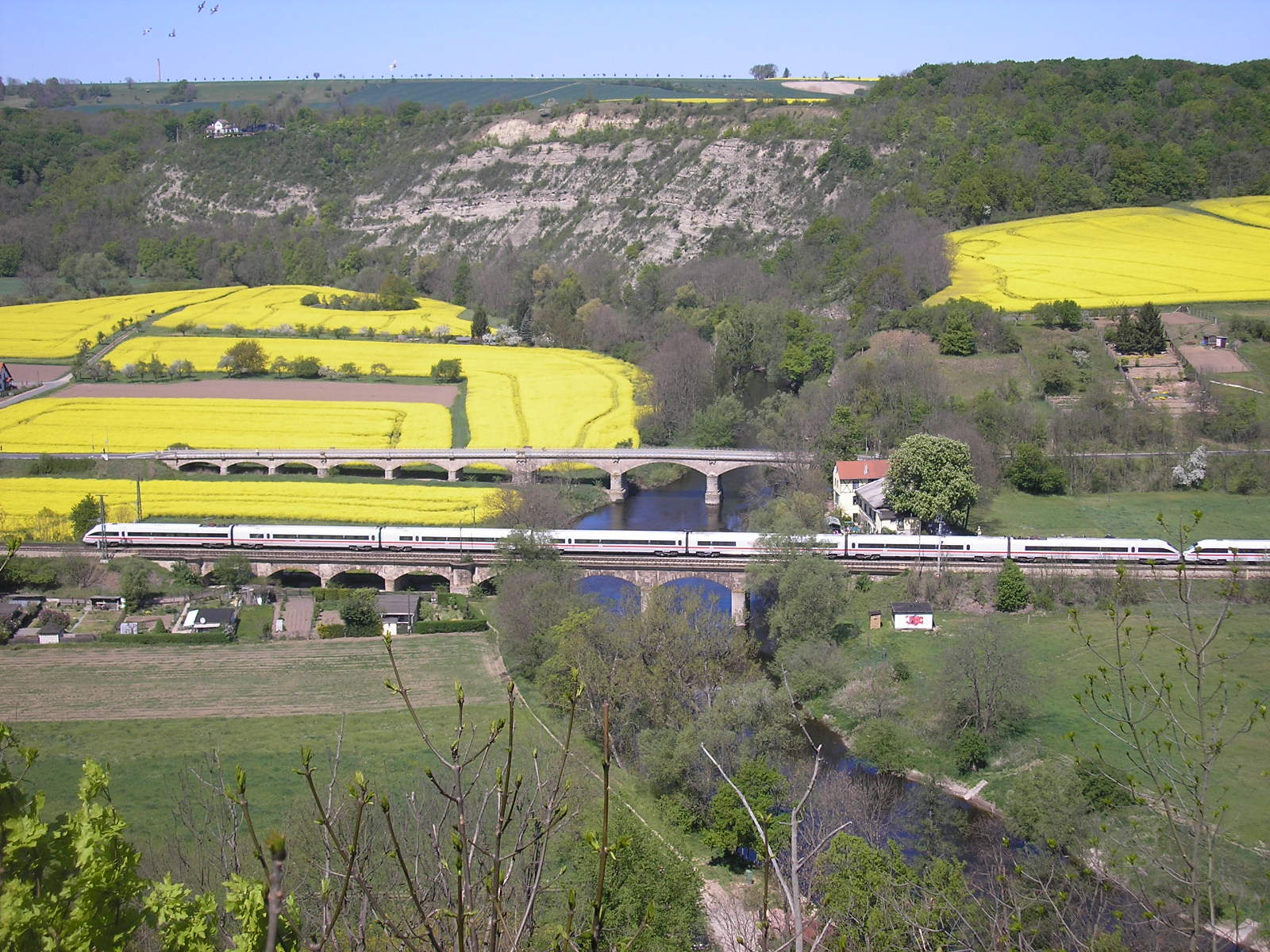
Das Saaletal bei Saaleck

Die Querfurter Platte und Untere Unstrutplatten sind eine Plattenlandschaft entlang der Unteren Unstrut und der Mittleren Saale und bis zum südöstlichen Harzrand im südwestlichen Sachsen-Anhalt im Grenzbereich zu Thüringen  (Deutschland).
Als Teil der Nordosteinrahmung des Thüringer Beckens stellt sie nach dem Handbuch der naturräumlichen Gliederung Deutschlands eine Haupteinheit der Haupteinheitengruppe Thüringer Becken (mit Randplatten) dar.
Die Landschaft hebt sich von den meisten Nachbarlandschaften durch anstehenden Muschelkalk ab.
Bekannteste Region ist die durch den Weinanbau geprägte Landschaft am Zusammenfluss von Ilm, Saale und Unstrut.

## Geographische Lage
Die erstrecken sich über die Landkreise Saalekreis, Mansfeld-Südharz, Burgenland in Sachsen-Anhalt und zu einem minimalen Anteil im Weimarer Land in Thüringen.
Die Landschaften liegen zwischen Mücheln und Schraplau im Osten, Weißenfels im Südosten, Naumburg im Süden, Bad Sulza im äußersten Südwesten sowie Nebra und Laucha an der Unstrut im mittleren Westen. Ein nördlicher Ausläufer reicht bis in die Harzregion bei Blankenheim südöstlich von Eisleben. Die größte Stadt innerhalb des Naturraumes ist Querfurt im nördlichen Teil.

## Naturräumliche Einordnung
Die ca. 489 km² Gesamtfläche einnehmende Landschaft stellt innerhalb der naturräumlichen Haupteinheitengruppe Thüringer Becken (mit Randplatten) die Haupteinheit 489 dar.
Benachbarte Naturräume und Landschaften sind:
- der südöstliche Harzrand im Norden
- das östliche Harzvorland im Nordosten
- die Halle-Leipziger Tieflandsbucht im Osten
- das Altenburg-Zeitzer Lößgebiet im Südosten
- die Ilm-Saale-Platte im Süden
- das Thüringer Becken im Südwesten
- die Buntsandsteinlandschaften von Finne und Ziegelrodaer Forst im Westen

Das Bundesamt für Naturschutz (BfN) hat eine etwas abweichende Gliederung und Aufteilung entsprechend der Landschaftssteckbriefe erstellt:
- 48900 Querfurter Platte und Untere Unstrutplatten  mit 807 km² Gesamtfläche umfasst zusätzlich Teile des Östlichen Harzvorlandes und der Halle-Leipziger Tieflandsbucht
- 50000 Östliches Harzvorland für einen geringen Anteil im äußersten Norden
- 50202 Unteres Unstruttal für das Durchbruchstal zwischen Laucha und Naumburg

### Teillandschaften

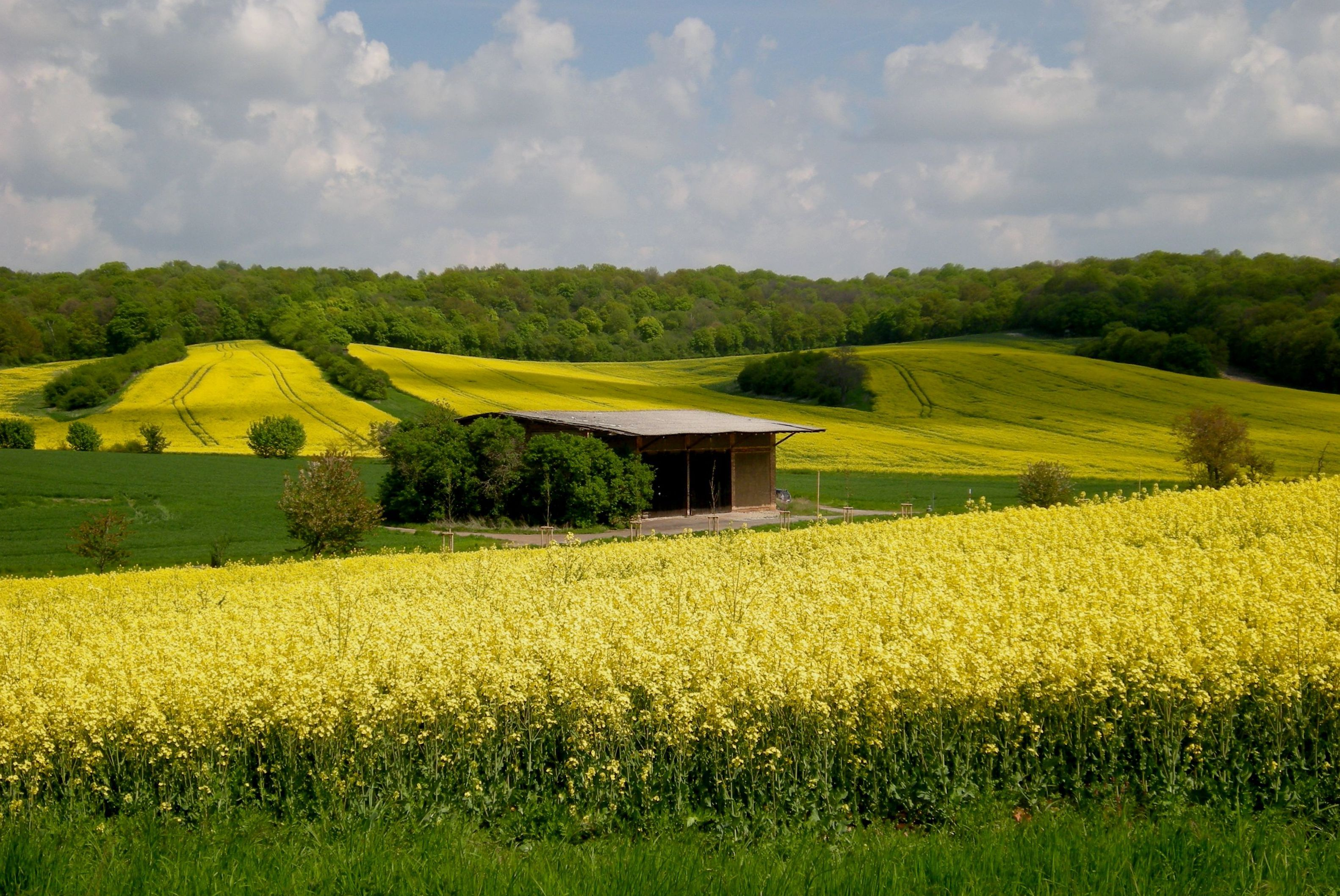
Landschaftsbild nahe Querfurt

Der Naturraum besteht aus verschiedenen Teillandschaften:
- Die Unteren Unstrutplatten beidseits der Unteren Unstrut greifen im Süden bei Naumburg knapp auf das rechte Saaleufer und bei Bad Sulza beidseits der Ilm auf thüringischen Gebiet über. Der südwestliche Teil zwischen Eckartsberga und Bad Sulza ist als südlicher Ausläufer der Finne anzusehen.
- Die Querfurter Platte im mittleren Teil mit ihrem flachwelligen Charakter.
- Ein nördlicher Ausläufer mit Teilen des Hornburger Sattels im äußersten Norden.

## Geologie und Natur

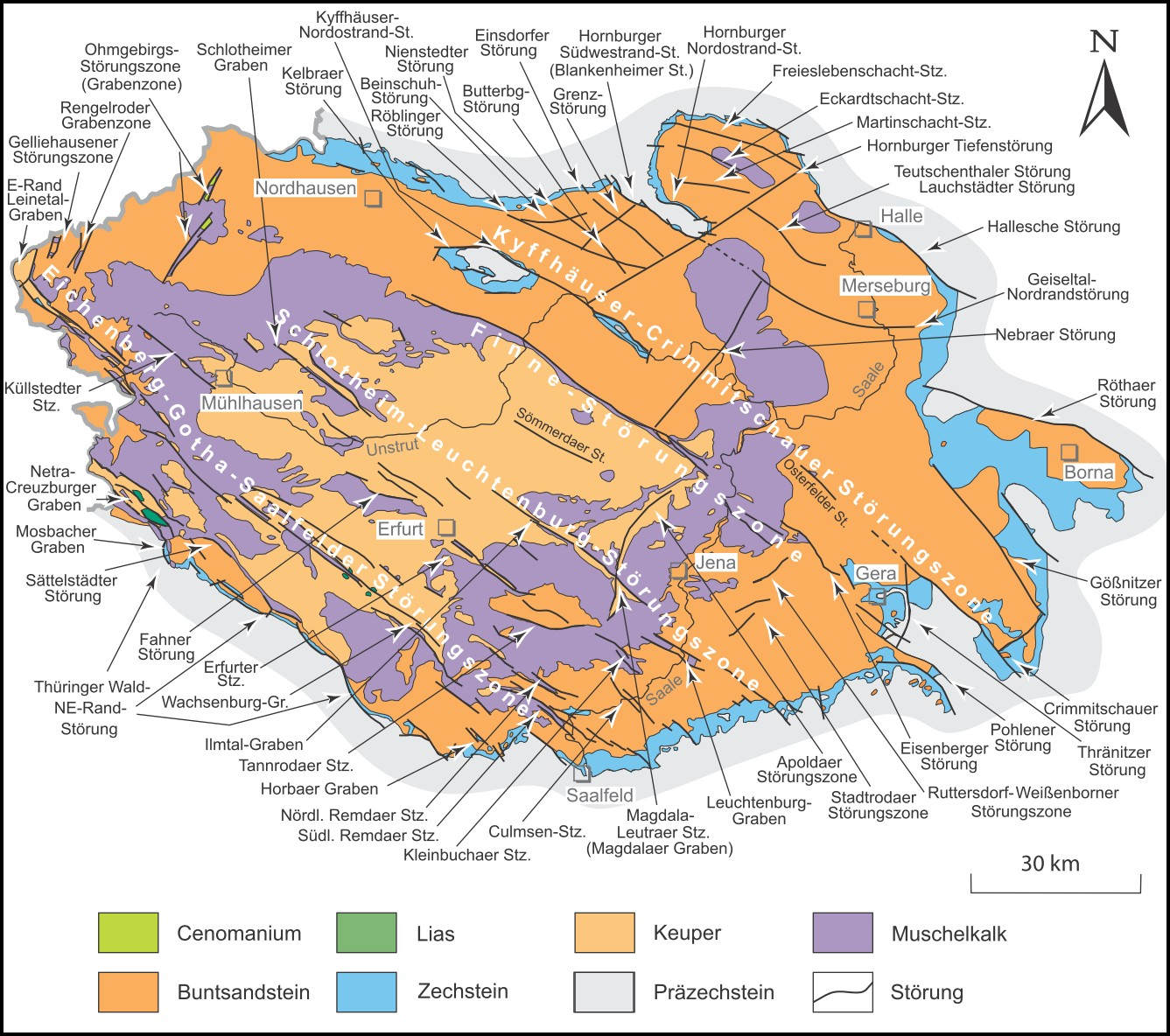
Die geologische Struktur des Thüringer Beckens und seiner Randgebiete mit den Störungszonen

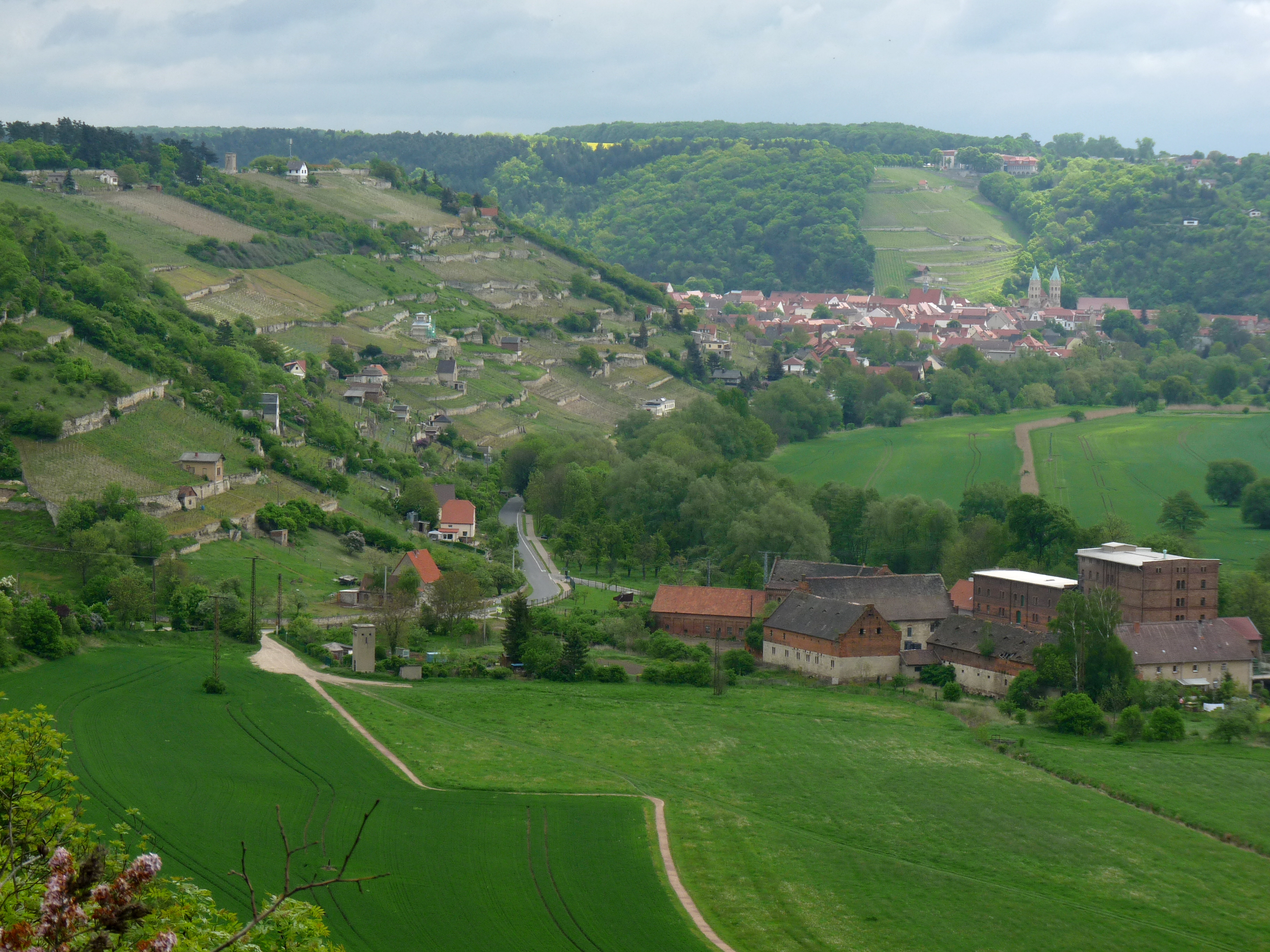
Weinanbau bei Freyburg

Die hauptsächliche Gesteinsart ist der Muschelkalk. Nach Westen am Übergang zum Buntsandstein des Unteren Unstrut-Berg- und Hügellandes und zum Thüringer Becken endet die Platte teilweise mit einer steilen Stufe. Nach Osten flacht sie immer mehr ab und geht ohne scharfe Grenze in die Halle-Leipziger Tieflandsbucht über. Eine Lößauflage nimmt von West nach Ost zu und erreicht dort bereits eine Stärke von mehreren Metern. Bei Freyburg gibt es ein urzeitliches Tal der Urilm, wo mächtige Schotterlager aus dem Thüringer Wald vorkommen. Die Finne-Störung grenzt die Unstrutplatte vom Thüringer Becken und der Ilm-Saale-Platte ab.
Große Teile der Landschaft werden wegen der guten Böden landwirtschaftlich genutzt, nur die steileren Hänge insbesondere entlang der Unstrut, Ilm, Saale und ihrer kleinen Zuflüsse sind bewaldet. Die engen und steilen Durchbruchstäler mit ihrem geschützten Klima sind das nördlichste Weinanbaugebiet (Saale-Unstrut-Region) in Deutschland.
Der südliche Teil des Naturraumes gehört zum Naturpark Saale-Unstrut-Triasland.

## Berge
Die Höhe der Berge und Erhebungen nimmt von Südwest nach Nordost ab:
- Schloßberg (299,6 m), unmittelbar südlich von Eckartsberga (Teil der Finne-Störung)
- namenloser Berg (294,1 m), westlich von Bischofrode (Hornburger Sattel)
- Hühnerberg (285,7 m), südlich von Burkersroda
- namenloser Berg (269,6 m), westlich von Bad Kösen
- Langer Berg (261,8 m), westlich von Roßbach
- Barnstädter Huthügel (244,5 m), südlich von Barnstädt (Querfurter Platte)
- namenloser Berg (232,2 m), westlich von Freyburg (mit Schloss Neuenburg)
- Gleinaer Berge (231,9 m), westlich von Gleina